# Lucky Jones
Lucious L. Jones, detto Lucky (Newark, 22 aprile 1993), è un cestista statunitense, professionista in Europa.